# AKN鉄道

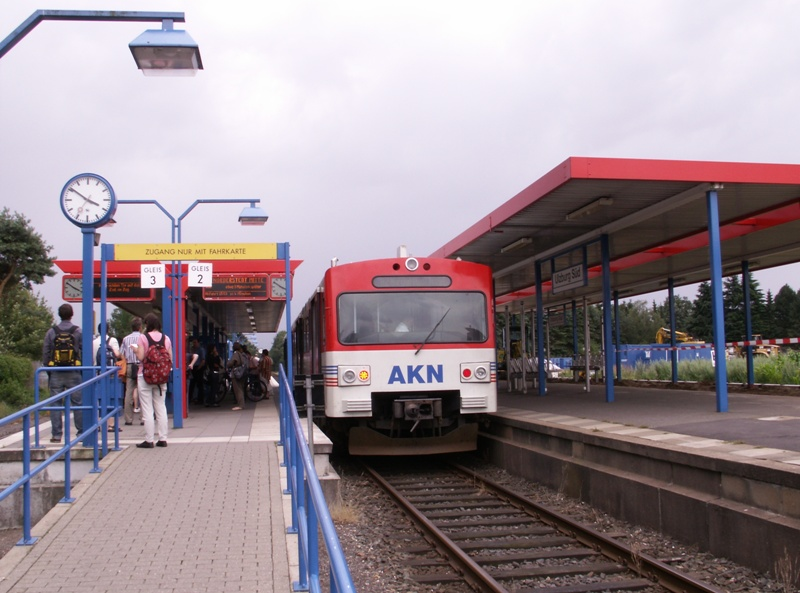
AKN鉄道の車両

AKN鉄道(ドイツ語: AKN Eisenbahn AG)はドイツ・ハンブルクとシュレースヴィヒ＝ホルシュタイン州で通勤列車と貨物列車を運行する鉄道事業者である。従業員数は356人でAKN鉄道の本社はハンブルク郊外のカルテンキルヒェンにあり、ハンブルク運輸連合に加盟している。AKNの略称はAltona(アルトナ) - Kaltenkirchen - Neumünster(ノイミュンスター)の頭文字から取られ、同社初の鉄道路線の名称からである。

## 歴史
1883年にアルトナ＝カルテンキルヒェン鉄道会社(Altona-Kaltenkirchener Eisenbahn-Gesellschaft)として設立された。

## 概要
AKN鉄道の主要株主はハンブルク市が50%、シュレースヴィヒ＝ホルシュタイン州が49.89%、クイックボルン町が0.021%、基礎自治体であるズールフェルトが0.016%、その他民間が0.073%となっており出資のほとんどが州やハンブルク市によって行われている。

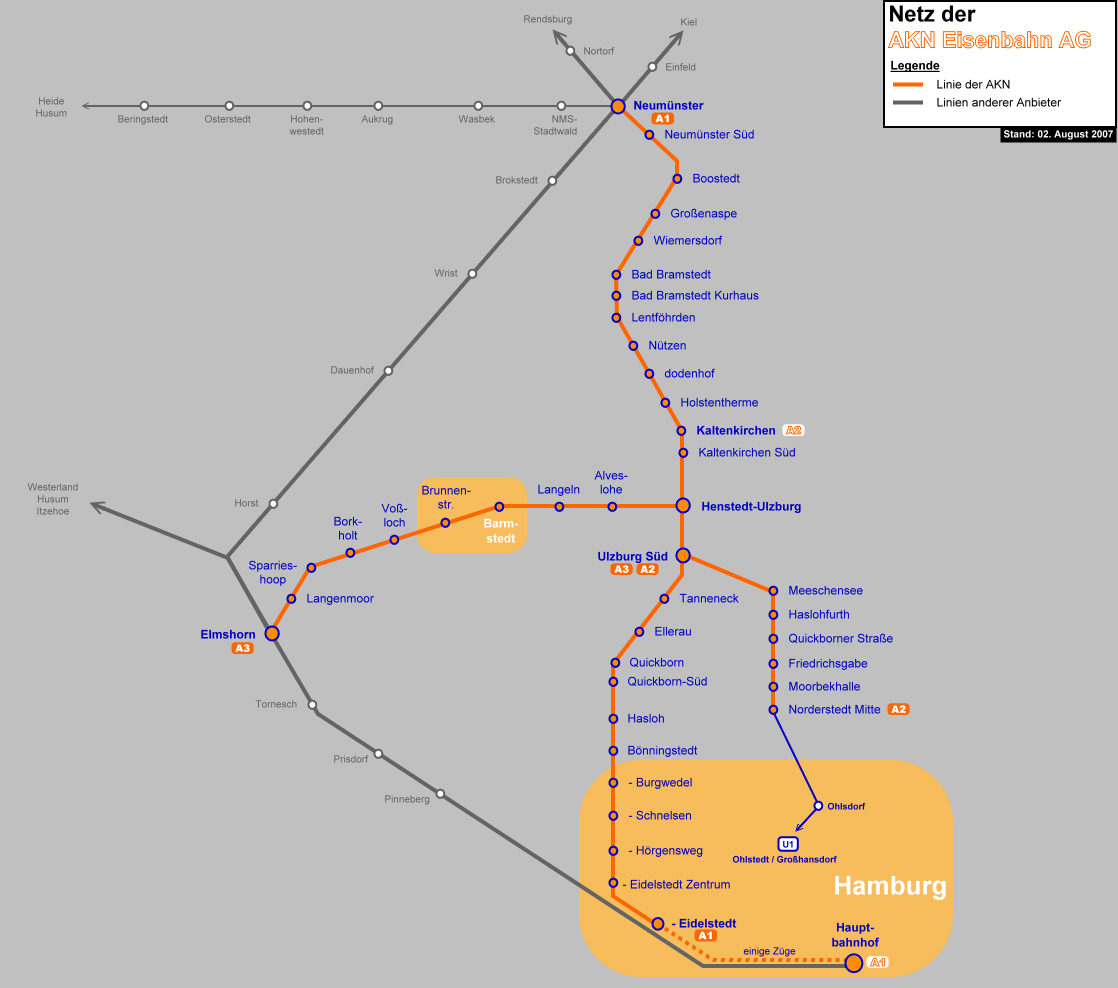
路線網